# بانگ

سازوکار یک بانگ
1. دهانه
2. دود
3. شاهدانه
4. ساقه
5. آب
6. حباب

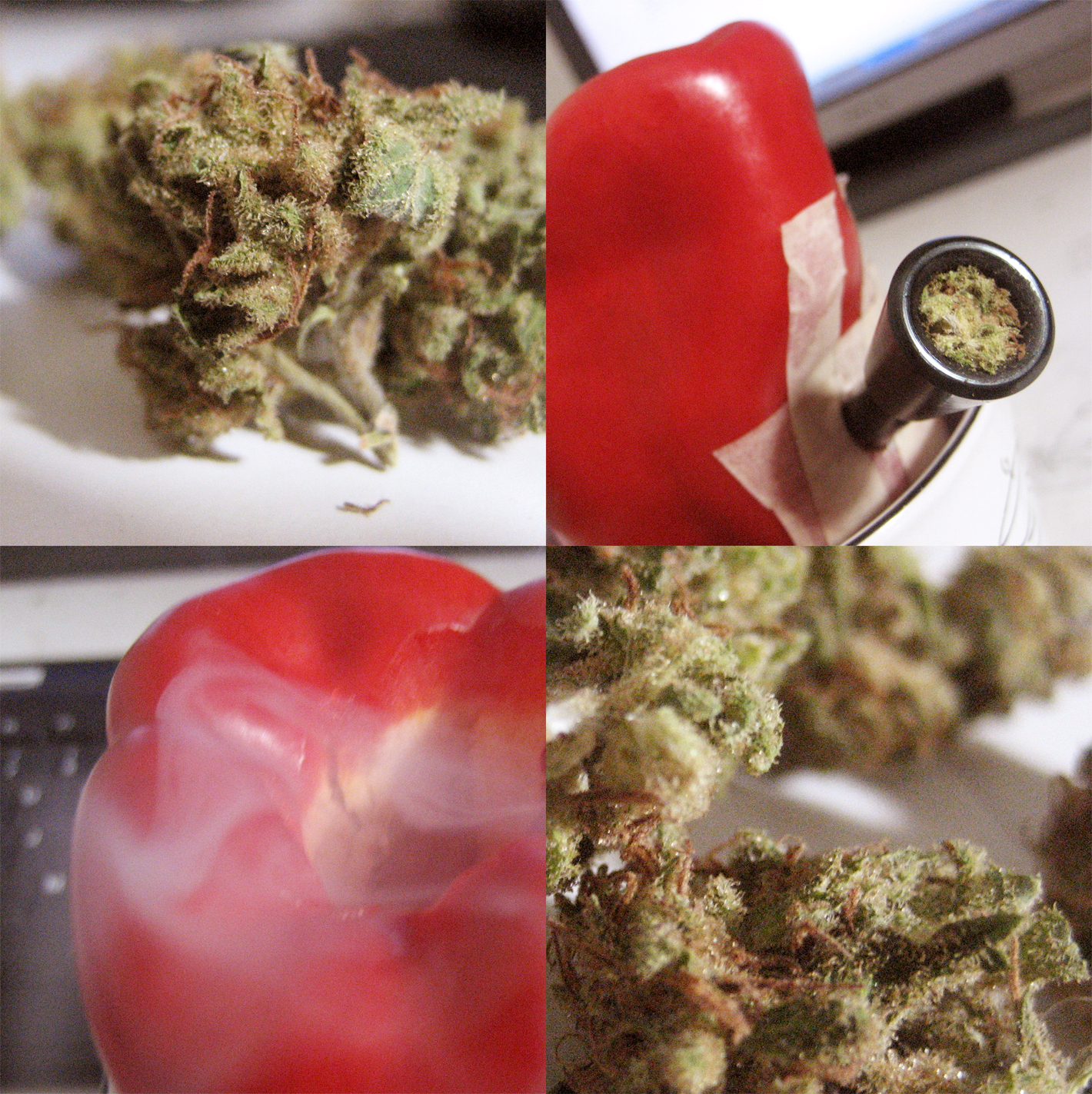
یک بانگ درست‌شده با فلفل دلمه‌ای

بانگ (به انگلیسی: bong) یا چلیم یک ابزار برای استعمال تنباکو، حشیش یا سایر مواد گیاهی است.
بونگ کوچکتر و قابل حمل تر از قلیان است ولی ساختار و کارکرد آن شبیه به قلیان است. یک بونگ را می‌توان از هر ظرف آب و هوا با افزودن یک کاسه و دستگاه ساقه (یا اسلاید) ساخت که هوا را به سمت پایین تا سطح زیر آب هدایت می‌کند و در حین استفاده به سمت بالا حباب می‌کند.
بونگ‌ها برای قرن‌ها توسط همونگ‌ها در لائوس و تایلند و همچنین در سراسر آفریقا مورد استفاده قرار گرفته‌اند. یکی از اولین کاربردهای ثبت شده از این کلمه در غرب در دیکشنری تایلندی-انگلیسی مک فارلند است که در سال ۱۹۴۴ منتشر شد، که یکی از معانی بونگ را در زبان تایلندی اینگونه توصیف می‌کند: «یک لوله آبی بامبو برای کشیدن کانچا، درخت، حشیش». یا گیاه شاهدانه». در شماره ژانویه ۱۹۷۱ مجله Marijuana Review نیز از این اصطلاح استفاده شد.

## لغت‌شناسی
کلمه بانگ اقتباسی از کلمه تایلندی بونگ یا باونگ است (تایلندی: บ้อง،  bɔ̂ŋ) که به لوله یا ظرف چوبی استوانه ای شکل بریده شده از بامبو اطلاق می‌شود و همچنین به بونگ مورد استفاده برای سیگار کشیدن اشاره دارد.

## تاریخچه
حفاری‌های یک کورگان در روسیه در سال ۲۰۱۳ نشان داد که روسای قبایل سکاها ۲۴۰۰ سال پیش از ظروف طلا برای کشیدن حشیش و تریاک استفاده می‌کردند. کورگان زمانی کشف شد که کارگران ساختمانی در حال پاکسازی زمین برای احداث خط برق بودند.
در زمان امپراتور اکبر، پزشک حکیم ابوالفتح، waterpipe را در هند اختراع کرد و تنباکو را کشف کرد. ابوالفتح پیشنهاد کرد که تنباکو «ابتدا باید دود را از یک ظرف کوچک آب عبور داد تا بی ضرر شود». منابع دیگر نیز شواهدی از اختراع waterpipe در چین در اواخر سلسله مینگ (قرن شانزدهم)، همراه با تنباکو، از طریق ایران و جاده ابریشم نشان می‌دهند. در سلسله چینگ، این روش به محبوبترین روش برای کشیدن تنباکو تبدیل شد. در حالی که معمولاً توسط افراد عادی استفاده می‌شود، لوله آب توسط تزی شیء نسبت به بطری‌های انفیه یا سایر روش‌های مصرف ترجیح داده می‌شود. به گفته اداره خانوار سلطنتی، او با حداقل سه waterpipe دفن شده است. برخی از مجموعه‌های او را می‌توان در موزه قصر مشاهده کرد.
لوله آب مورد استفاده از زمان سلسله چینگ را می‌توان به دو نوع تقسیم کرد: بونگ بامبوی خانگی که معمولاً توسط مردم روستا ساخته و استفاده می‌شود، و نوع فلزی ظریف تر که توسط بازرگانان، شهرنشینان و اشراف چینی استفاده می‌شود. ظروف فلزی معمولاً از برنز یا برنج ساخته می‌شوند، نسخه نجیب نقره و تزئین شده با جواهرات.

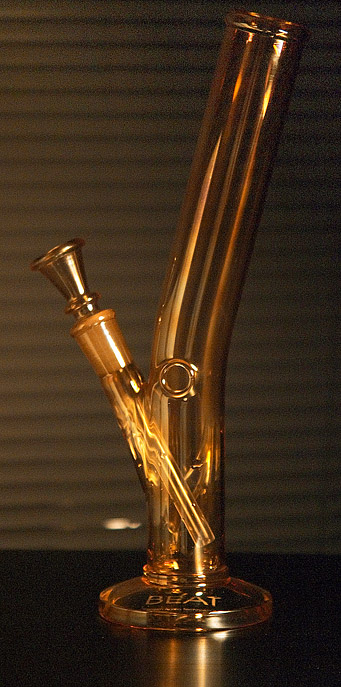
یک بونگ با یک پورت کاربراتوری دایره ای در جلوی کاسه

## مکانیسم
آب می‌تواند ذرات سنگین‌تر و مولکول‌های محلول در آب را به دام بیاندازد و از ورود آن‌ها به مجاری تنفسی افراد سیگاری جلوگیری کند. مکانیک یک بونگ با مکانیک یک بطری شستشوی گاز آزمایشگاهی مقایسه می‌شود. کاربر دهان خود را در بالا قرار داده و حشیش را همان‌طور که در تصویر نشان داده شده است در لوله قرار می‌دهد.
بونگ‌ها اغلب شیشه ای یا پلاستیکی هستند که از کاسه، ساقه و آب برای تولید دود استفاده می‌کنند. بیشتر گلس بونگ‌ها از شیشه بوروسیلیکات مقاوم در برابر حرارت ساخته شده‌اند که به بونگ اجازه می‌دهد تا در برابر استفاده مکرر و قرار گرفتن در معرض حرارت بدون شکستگی مقاومت کند. پس از بسته‌بندی کاسه و قرار دادن آب در بونگ، ماده روشن می‌شود و دود از طریق آب کشیده می‌شود تا دود نرم تری نسبت به روش‌های دیگر کشیدن سیگار تولید کند. برای کشیدن بونگ، فرد سیگاری باید در بونگ استنشاق کند تا حباب‌های حاوی دود از ساقه شروع به بیرون آمدن کنند. هنگامی که بونگ مقدار مناسبی دود ایجاد کرد، یا کربوهیدرات باز می‌شود یا ساقه آن از بونگ جدا می‌شود و اجازه می‌دهد تا دود باقی مانده استنشاق شود.

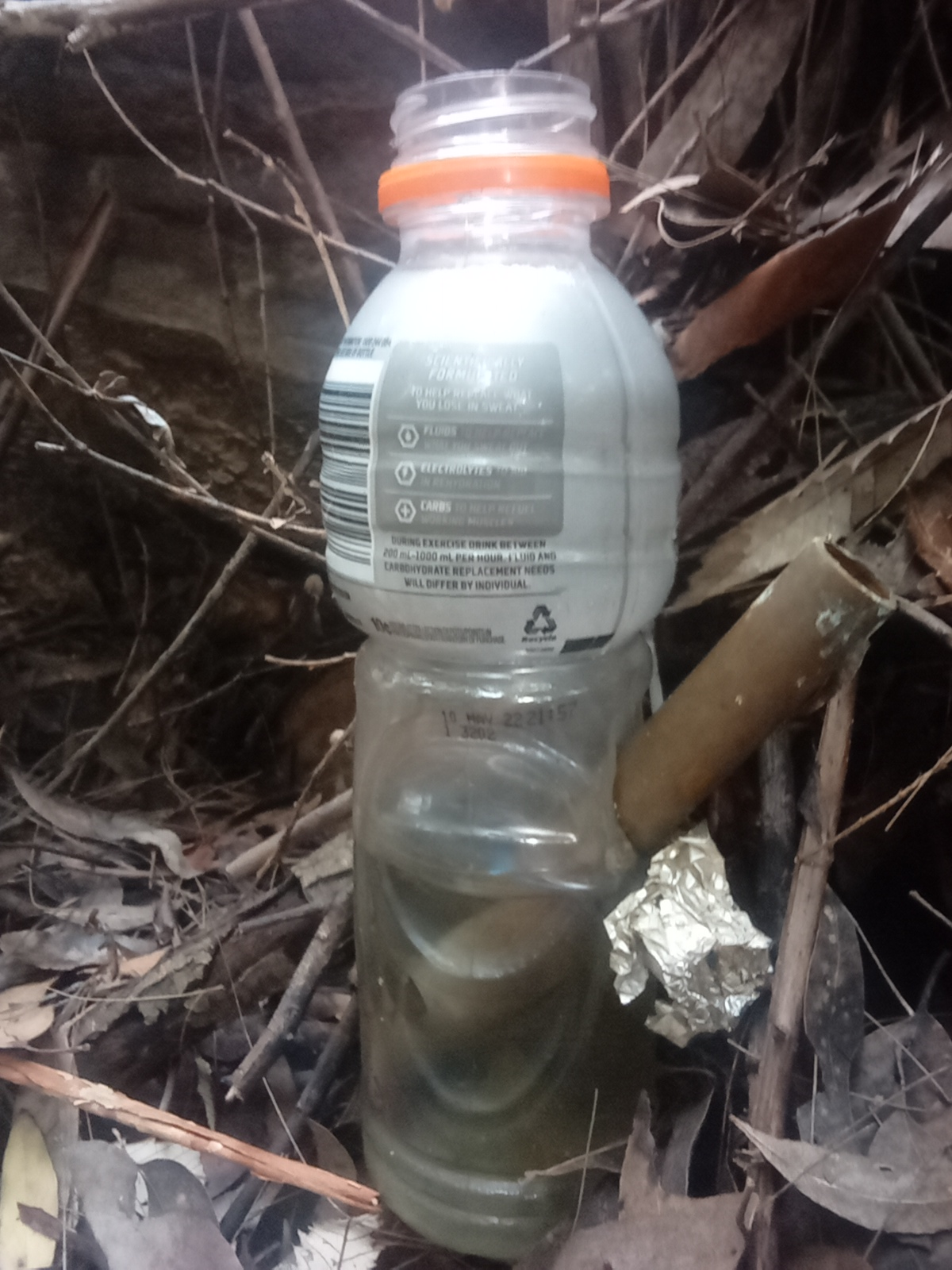
یک بونگ ساخته شده از یک بطری پلاستیکی نوشیدنی ورزشی

## مشکلات سلامت
یک مطالعه کانابیس NORML - MAPS در سال ۲۰۰۰ نشان داد که «waterpipe تتراهیدروکانابینول روان‌گردان بیشتری را نسبت به تارهای دیگر فیلتر می‌کنند، در نتیجه کاربران را ملزم می‌کند تا بیشتر سیگار بکشند تا به اثر مورد نظر خود برسند».
بونگ‌هایی که به‌طور منظم تمیز نمی‌شوند، محل تجمع مخمرها، قارچ‌ها، باکتری‌ها و عوامل بیماری‌زا هستند که می‌توانند علائم مختلفی ایجاد کنند که از آلرژی گرفته تا عفونت ریه متفاوت است.
بر اساس تحقیقات سرطان انگلستان، بطری‌های پلاستیکی که تا دمای ۶۰ درجه سانتیگراد گرم می‌شوند حاوی سطوح ناسالم مواد شیمیایی سمی هستند."

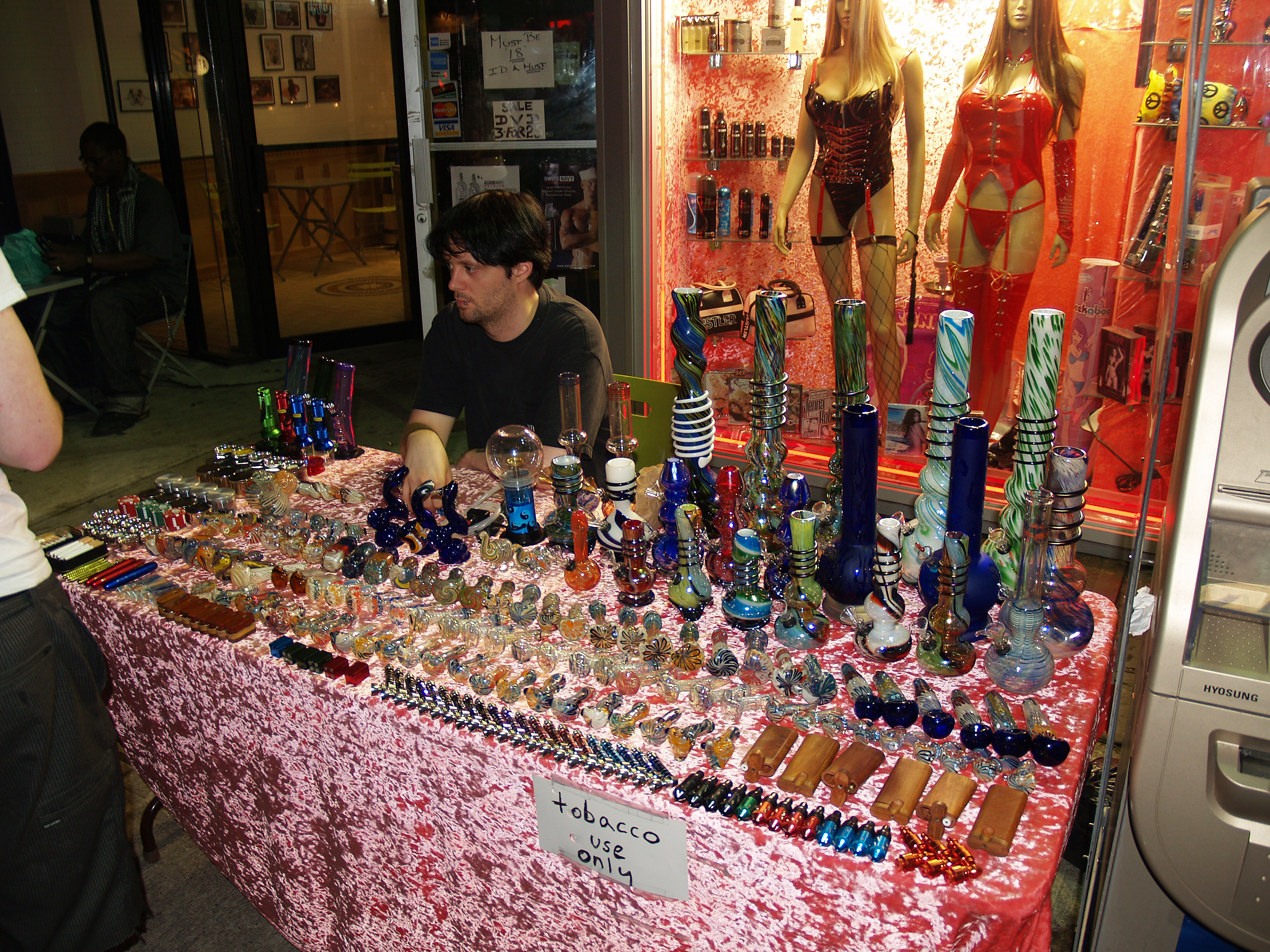
انواع بونگ برای فروش، در میان کالاهای دیگر در منهتن. به دلایل قانونی، محصولات با عنوان «فقط استفاده از تنباکو» برچسب گذاری شده‌اند.

## مسائل حقوقی
در ایالات متحده، بر اساس قانون فدرال آلات مواد مخدر، که بخشی از قانون مواد کنترل شده است، فروش، حمل و نقل از طریق پست، حمل و نقل از طریق خطوط ایالتی، واردات یا صادرات لوازم دارویی غیرقانونی است.
در کشورهایی که ماری‌جوانا و حشیش غیرقانونی هستند، برخی از خرده‌فروشان تصریح می‌کنند که بونگ‌ها برای استفاده با تنباکو است در حالی که از نظر فنی "بونگ" به معنای وسیله ای نیست که عمدتاً برای دود کردن حشیش استفاده می‌شود، معانی مرتبط با مواد مخدر با خود این کلمه شکل گرفته است (تا حدی به دلیل استفاده از سانسکریت بهانگاه "کنف"). بنابراین به دلیل ترس از قانون، بسیاری از مراکز فروش به مشتریانی که از کلمه "بونگ" یا "بونگ" یا هر کلمه دیگری که معمولاً با مصرف غیرقانونی مواد مخدر مرتبط است، خدمات ارائه نمی‌دهند.
برخی از تولیدکنندگان با نام تجاری بونگ (به ویژه RooR) با شکایت از فروشگاه‌هایی که متهم به فروش کالاهای تقلبی هستند، به دنبال مهار بازار تقلبی محصولات خود هستند.